# Motyw (muzyka)

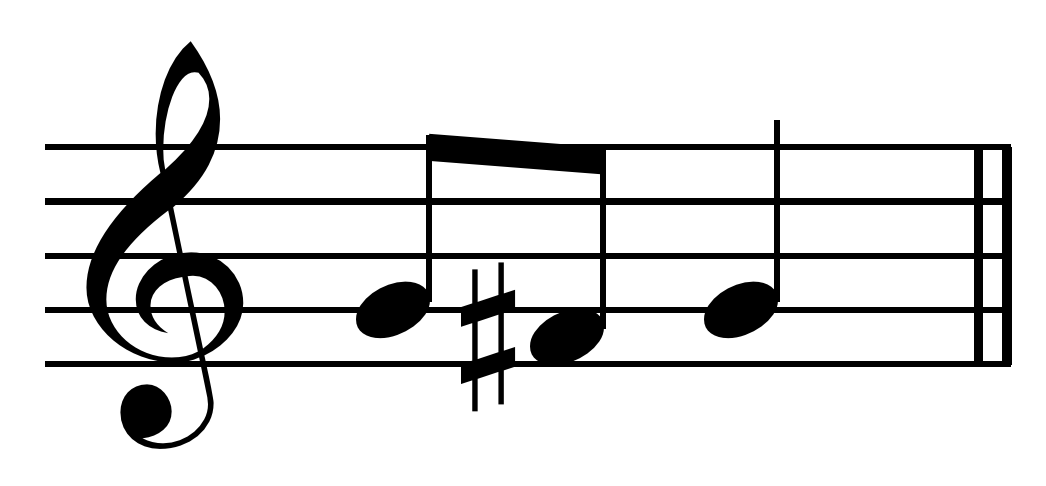
Przykład prostego motywu

Motyw – struktura powstająca w wyniku współdziałania elementów muzycznych (głównie meliki, rytmiki, harmoniki), najmniejszy element formy. Motyw może być złożony z dwóch do kilkunastu dźwięków.
Najczęściej motywy traktuje się jako budulec bardziej złożonej struktury dźwiękowej: frazy lub tematu muzycznego. Temat jest samowystarczalną myślą muzyczną, w przeciwieństwie do motywu, którego natura jest podstawowa, niedopełniająca się. Związek między motywem a tematem jest taki, jaki pomiędzy tematem a całym utworem muzycznym. W obu przypadkach element mniejszy wydaje się niekompletny, ale mimo to posiada cechy, które wpływają bezpośrednio na strukturę wyższego rzędu. Motyw jest więc najmniejszym, posiadającym wewnętrzną logikę budulcem („cegiełką”) dzieła muzycznego.
Zazwyczaj motyw wiąże się z meliką, jest swego rodzaju „figurą”. Motyw można wyodrębnić z dzieła muzycznego, jedynie znając jego kontekst. Jeżeli grupa dźwięków powtarza się niezmiennie w ciągu trwania całego dzieła, a przy tym sprawia wrażenie niepodzielnego budulca, podstawowej idei – jest motywem. Motyw można podzielić na komórki, które jednak same w sobie nie stanowią idei muzycznej, oderwane od pozostałych komórek tracą znaczenie formotwórcze.
Jakkolwiek motywy związane są najczęściej z meliką, niekiedy cechą konstytuujące je jest element rytmiczny. Prawdopodobnie najbardziej znanym tego przykładem jest motyw otwierający V Symfonię Beethovena. Element meliczny jest tu istotny, ale nie najważniejszy. Kierunek linii melodycznej się zmienia, natomiast ten sam charakterystyczny rytm przenika całą Symfonię. Jeszcze rzadziej zdarza się, by elementem tworzącym motyw była harmonika. W muzyce okresu późnego romantyzmu oraz modernizmu, szczególnie u Wagnera (leitmotiv) czy impresjonistów (mikstura), charakter harmoniczny motywu często odgrywa kluczową rolę (np. zwrot tristanowski).
Z pojęciem motywu związane jest pojęcie pracy motywicznej, to jest budowania dzieła muzycznego za pomocą motywów i ich wariantów (Johann Sebastian Bach, Béla Bartók). Praca motywiczna jest przeciwstawiana pracy tematycznej, gdzie budowanie dzieła oparte jest na tematach i ich przetwarzaniu (Wolfgang Amadeus Mozart).